# Pyrausta diplothaera
Pyrausta diplothaera là một loài bướm đêm trong họ Crambidae.